# Episodi di Gunsmoke (sesta stagione)
La sesta stagione della serie televisiva Gunsmoke è andata in onda negli Stati Uniti dal 3 settembre 1960 al 17 giugno 1961 sulla CBS.
| nº | Titolo originale      | Prima TV USA      | Titolo italiano | Prima TV Italia |
| -- | --------------------- | ----------------- | --------------- | --------------- |
| 1  | Friend's Pay-Off      | 3 settembre 1960  |                 |                 |
| 2  | The Blacksmith        | 17 settembre 1960 |                 |                 |
| 3  | Small Water           | 24 settembre 1960 |                 |                 |
| 4  | Say Uncle             | 1º ottobre 1960   |                 |                 |
| 5  | Shooting Stopover     | 8 ottobre 1960    |                 |                 |
| 6  | The Peace Officer     | 15 ottobre 1960   |                 |                 |
| 7  | Don Matteo            | 22 ottobre 1960   |                 |                 |
| 8  | The Worm              | 29 ottobre 1960   |                 |                 |
| 9  | The Badge             | 12 novembre 1960  |                 |                 |
| 10 | Distant Drummer       | 19 novembre 1960  |                 |                 |
| 11 | Ben Tolliver's Stud   | 26 novembre 1960  |                 |                 |
| 12 | No Chip               | 3 dicembre 1960   |                 |                 |
| 13 | The Wake              | 10 dicembre 1960  |                 |                 |
| 14 | The Cook              | 17 dicembre 1960  |                 |                 |
| 15 | Old Fool              | 24 dicembre 1960  |                 |                 |
| 16 | Brother Love          | 31 dicembre 1960  |                 |                 |
| 17 | Bad Sheriff           | 7 gennaio 1961    |                 |                 |
| 18 | Unloaded Gun          | 14 gennaio 1961   |                 |                 |
| 19 | Tall Trapper          | 21 gennaio 1961   |                 |                 |
| 20 | Love Thy Neighbor     | 28 gennaio 1961   |                 |                 |
| 21 | Bad Seed              | 4 febbraio 1961   |                 |                 |
| 22 | Kitty Shot            | 11 febbraio 1961  |                 |                 |
| 23 | About Chester         | 25 febbraio 1961  |                 |                 |
| 24 | Harriet               | 4 marzo 1961      |                 |                 |
| 25 | Potshot               | 11 marzo 1961     |                 |                 |
| 26 | Old Faces             | 18 marzo 1961     |                 |                 |
| 27 | Big Man               | 25 marzo 1961     |                 |                 |
| 28 | Little Girl           | 1º aprile 1961    |                 |                 |
| 29 | Stolen Horses         | 8 aprile 1961     |                 |                 |
| 30 | Minnie                | 15 aprile 1961    |                 |                 |
| 31 | Bless Me Till I Die   | 22 aprile 1961    |                 |                 |
| 32 | Long Hours, Short Pay | 29 aprile 1961    |                 |                 |
| 33 | Hard Virtue           | 6 maggio 1961     |                 |                 |
| 34 | The Imposter          | 13 maggio 1961    |                 |                 |
| 35 | Chester's Dilemma     | 20 maggio 1961    |                 |                 |
| 36 | The Love of Money     | 27 maggio 1961    |                 |                 |
| 37 | Melinda Miles         | 3 giugno 1961     |                 |                 |
| 38 | Colorado Sheriff      | 17 giugno 1961    |                 |                 |

## Friend's Pay-Off
- Prima televisiva: 3 settembre 1960
- Diretto da: Jesse Hibbs
- Soggetto di: Marian Clark

### Trama
- Guest star: Clem Fuller (Clem), George Selk (Moss Grimmick), Tom Reese (Joe Leeds), Jay Hector (ragazzo), Mike Road (Ab Butler)

## The Blacksmith
- Prima televisiva: 17 settembre 1960
- Diretto da: Andrew V. McLaglen
- Soggetto di: Norman MacDonnell

### Trama
- Guest star: George Kennedy (Emil Wolheter), Anna Lisa (Gretchen Mueller), Robert Anderson (Tolman), Wesley Lau (Willy)

## Small Water
- Prima televisiva: 24 settembre 1960
- Diretto da: Andrew V. McLaglen
- Scritto da: John Meston

### Trama
- Guest star: Trevor Bardette (Finn Pickett), Rex Holman (Leroy Pickett), Warren Oates (Seth Pickett)

## Say Uncle
- Prima televisiva: 1º ottobre 1960
- Diretto da: Andrew V. McLaglen
- Scritto da: John Meston

### Trama
- Guest star: Dorothy Green (Nancy Nagel), Roy Barcroft (George Farr), Gene Nelson (Hutch), Harry Lauter (Martin Nagel), Richard Rust (Lee Nagel)

## Shooting Stopover
- Prima televisiva: 8 ottobre 1960
- Diretto da: Andrew V. McLaglen
- Soggetto di: Marian Clark

### Trama
- Guest star: Patricia Barry (Laura), Robert Brubaker (Jim Buck), Anthony Caruso (Bud Gurney), Paul Guilfoyle (reverendo Beckett)

## The Peace Officer
- Prima televisiva: 15 ottobre 1960
- Diretto da: Jesse Hibbs
- Soggetto di: Norman MacDonnell

### Trama
- Guest star: James Nusser (Crowe), Susan Cummings (Stella), Gilman Rankin (Shay), Arthur Peterson (Parks), Stafford Repp (Styles), Lane Bradford (Clegg Rawlins), John Close (Lighter), John Zaccaro (Ponce)

## Don Matteo
- Prima televisiva: 22 ottobre 1960
- Diretto da: Jesse Hibbs
- Soggetto di: Marian Clark

### Trama
- Guest star: Roy Engel (Grimes), Lawrence Dobkin (Esteban Garcia), Anne Whitfield (Trudy), Barney Phillips (Bill Pence), Bing Russell (Grave Tabor), Ben Wright (Calmers)

## The Worm
- Prima televisiva: 29 ottobre 1960
- Diretto da: Arthur Hiller
- Scritto da: John Meston

### Trama
- Guest star: Howard Culver (Howie Uzzell), Gage Clarke (giudice), Kenneth Tobey (Spadden), Ned Glass (Ritchie), Stewart Bradley (Archer), H. M. Wynant (Cornet)

## The Badge
- Prima televisiva: 12 novembre 1960
- Diretto da: Andrew V. McLaglen
- Soggetto di: Marian Clark

### Trama
- Guest star: John Dehner (Rack), Conlan Carter (Augie), Michael T. Mikler (unknown), Allan "Rocky" Lane (Mac), Harry Swoger (Ike)

## Distant Drummer
- Prima televisiva: 19 novembre 1960
- Diretto da: Arthur Hiller
- Soggetto di: Marian Clark

### Trama
- Guest star: Bruce Gordon (Sloat), Phil Chambers (Hugo), George Mitchell (Grade), Jack Grinnage (Raffie), George Selk (Moss Grimmick), William Newell (Green)

## Ben Tolliver's Stud
- Prima televisiva: 26 novembre 1960
- Diretto da: Andrew V. McLaglen
- Soggetto di: Norman MacDonnell

### Trama
- Guest star: Roy Barcroft (Jake Creed), Jean Ingram (Nancy Creed), John Lupton (Ben Tolliver), Hank Patterson (Carl)

## No Chip
- Prima televisiva: 3 dicembre 1960
- Diretto da: Jean Yarbrough
- Scritto da: John Meston

### Trama
- Guest star: Leo Gordon (Hutch Dolan), Mark Allen (Grant), John Hoyt (Jeff Mossman), Rex Holman (Pete Mossman), Guy Stockwell (Lee Dolan)

## The Wake
- Prima televisiva: 10 dicembre 1960
- Diretto da: Gerald Mayer
- Scritto da: John Meston

### Trama
- Guest star: George Selk (Moss Grimmick), Joel Ashley (Harry), Denver Pyle (Gus Mather), Michael Hinn (Joe Brant), Anne Seymour (Mrs. Boggs), Gregg Schilling (Bill)

## The Cook
- Prima televisiva: 17 dicembre 1960
- Diretto da: Ted Post
- Scritto da: John Meston

### Trama
- Guest star: Guy Stockwell (Sandy King), Sue Randall (Effie), Brad Trumbull (Pete), Harry Swoger (Hank Green), Gene Benton (cameriere), Craig Duncan (Joe), Tom Greenway (Gus), Ken Mayer (Ed Fisher), John Milford (Joe Grisim), John Pickard (Jack Purdy), Sam Woody (cowboy)

## Old Fool
- Prima televisiva: 24 dicembre 1960
- Diretto da: Ted Post
- Scritto da: John Meston

### Trama
- Guest star: Hope Summers (Della Bass), Buddy Ebsen (Hannibal Bass), Hampton Fancher (Dunc Hedgepeth), Linda Watkins (Elsie Hedgepeth)

## Brother Love
- Prima televisiva: 31 dicembre 1960
- Diretto da: Franklin Adreon
- Scritto da: John Meston

### Trama
- Guest star: Kevin Hagen (Nate Cumbers), Jack Grinnage (Gus Blake), Gene Lyons (Frank Cumbers), Jan Harrison (Polly), Clem Fuller (Clem), Dabbs Greer (Wilbur Jonas), Lurene Tuttle (Mrs. Cumbers)

## Bad Sheriff
- Prima televisiva: 7 gennaio 1961
- Diretto da: Andrew V. McLaglen
- Scritto da: John Meston

### Trama
- Guest star: Harry Carey, Jr. (vice sceriffo Turloe), Russell Arms (Hark), Don Keefer (Chet), Lane Chandler (Sam), Ken Lynch (Gance)

## Unloaded Gun
- Prima televisiva: 14 gennaio 1961
- Diretto da: Jesse Hibbs
- Soggetto di: Marian Clark

### Trama
- Guest star: William Redfield (Joe Lime), Hank Patterson (Carl Miller), Greg Dunn (Bob Carter), Bobby Goodwins (ragazzo), Lew Brown (Red Lime), Clem Fuller (Clem), James Malcolm (Harry), Rick Nervick (cittadino)

## Tall Trapper
- Prima televisiva: 21 gennaio 1961
- Diretto da: Harry Harris
- Soggetto di: Marian Clark

### Trama
- Guest star: George Selk (Moss Grimmick), Strother Martin (Rowley), Tom Reese (Ben), Jan Shepard (Tassie)

## Love Thy Neighbor
- Prima televisiva: 28 gennaio 1961
- Diretto da: Dennis Weaver
- Scritto da: John Meston

### Trama
- Guest star: Jeanette Nolan (Rose Gallway), Nora Marlowe (Jennie), Harry Dean Stanton (Harley), Warren Oates (Jep Scooper), Cyril Delevanti (Sy Tewksbury), Jack Elam (Ben Scooper), David Kent (Peter), Ken Lynch (Leroy Galloway), Wayne West (uomo)

## Bad Seed
- Prima televisiva: 4 febbraio 1961
- Diretto da: Harry Harris
- Soggetto di: Norman MacDonnell

### Trama
- Guest star: Roy Barcroft (Asa Trent), Burt Douglas (Gar Kline), Anne Helm (Trudy Trent)

## Kitty Shot
- Prima televisiva: 11 febbraio 1961
- Diretto da: Andrew V. McLaglen
- Scritto da: John Meston

### Trama
- Guest star: Lew Brown (unknown), Rayford Barnes (George Helm), George Kennedy (Jake Baylor), Christopher Gray (Gordon), Joseph Mell (Bill Pence)

## About Chester
- Prima televisiva: 25 febbraio 1961
- Diretto da: Alan Crosland, Jr.
- Soggetto di: Frank Paris

### Trama
- Guest star: George Eldredge (Cluney), Charles Aidman (Dack), House Peters, Jr. (Jake Wirth), Mary Munday (Lily Mae), Harry Shannon (Emmett Bowers)

## Harriet
- Prima televisiva: 4 marzo 1961
- Diretto da: Gene Fowler, Jr.
- Scritto da: John Meston

### Trama
- Guest star: Joseph Hamilton (James Horne), Howard Culver (Howie Uzzell), Suzanne Lloyd (Harriet Horne), Ron Hayes (Hoagler), Tom Reese (Dan Scorp)

## Potshot
- Prima televisiva: 11 marzo 1961
- Diretto da: Harry Harris
- Scritto da: John Meston

### Trama
- Guest star: Wallace Rooney (Peters), Dallas Mitchell (Bert), Quintin Sondergaard (cowboy), Alex Sharp (Bud), Barton Heyman (Joe), Gage Clarke (Mr. Botkin), John Harmon (Carl), Michael Harris (Harve), Joseph Mell (Bill Pence), Karl Swenson (Hutch Dawkins)

## Old Faces
- Prima televisiva: 18 marzo 1961
- Diretto da: Harry Harris
- Scritto da: John Meston

### Trama
- Guest star: Ron Hayes (Milt Varden), James Drury (Tom Cook), Jan Shepard (Tilda Cook), George Keymas (Ed Ivers), Robert Brubaker (Jim Buck), Glenn Strange (Sam Noonan)

## Big Man
- Prima televisiva: 25 marzo 1961
- Diretto da: Gerald Mayer
- Scritto da: John Meston

### Trama
- Guest star: James Nusser (Dick), John McLiam (Jud Sloan), Steve Warren (cowboy), Barney Phillips (Bill Pence), Chris Alcaide (Mike Boatwright), Rayford Barnes (Harry), George Kennedy (Pat Swarner), Sandy Kenyon (Ak), Matthew McCue (Joe)

## Little Girl
- Prima televisiva: 1º aprile 1961
- Diretto da: Dennis Weaver
- Soggetto di: Kathleen Hite

### Trama
- Guest star: Wright King (Hi Stevens), Susan Gordon (Charity Gill), Bill McLean (Rafe), Loyal T. Lucas (Albie), Ann Morrison (Mrs. Henry)

## Stolen Horses
- Prima televisiva: 8 aprile 1961
- Diretto da: Andrew V. McLaglen
- Soggetto di: Norman MacDonnell

### Trama
- Guest star: Guy Raymond (Abe Kurtch), Eddie Little Sky (guerriero indiano), Alex Sharp (Acker), Charles Seel (Jed Cuff), Shirley O'Hara (Mrs. Kurtch), Henry Brandon (capo Quick Knife), Jack Lambert (Hank Tebow), Buck Young (Jim Redigo)

## Minnie
- Prima televisiva: 15 aprile 1961
- Diretto da: Harry Harris
- Scritto da: John Meston

### Trama
- Guest star: Alan Hale, Jr. (Jake Higgins), Virginia Gregg (Minnie Higgins), Joseph Mell (Bill Pence), Matthew McCue (Joe), George Selk (Moss Grimmick), Barry Cahill (Pete), Bob J. Human (Hank)

## Bless Me Till I Die
- Prima televisiva: 22 aprile 1961
- Diretto da: Ted Post
- Soggetto di: Ray Kemper

### Trama
- Guest star: Ron Foster (Cole Treadwell), Dabbs Greer (Wilbur Jonas), Phyllis Love (Beth Treadwell), Vic Perrin (Nate Bush)

## Long Hours, Short Pay
- Prima televisiva: 29 aprile 1961
- Diretto da: Andrew V. McLaglen
- Scritto da: John Meston

### Trama
- Guest star: Lalo Rios (Little Fox), Dawn Little Sky (Squaw), Steve Warren (sergente), Frank Sentry (Crooked Knife), Allan "Rocky" Lane (capitano Graves), John Larch (Serpa), Fred McDougall (segugio)

## Hard Virtue
- Prima televisiva: 6 maggio 1961
- Diretto da: Dennis Weaver
- Scritto da: John Meston

### Trama
- Guest star: George Selk (Moss Grimmick), Lew Brown (Andy Coe), James Maloney (Jenkins), Robert Karnes (Ed Fallon), Leah Waggner (Millie Coe)

## The Imposter
- Prima televisiva: 13 maggio 1961
- Diretto da: Byron Paul
- Soggetto di: Kathleen Hite

### Trama
- Guest star: Virginia Gregg (Mrs. Curtin), Jim Davis, Harp McGuire (Ab Stringer), Paul Langton (Rob Curtin), Garry Walberg (Harve Peters)

## Chester's Dilemma
- Prima televisiva: 20 maggio 1961
- Diretto da: Ted Post
- Scritto da: John Meston

### Trama
- Guest star: Dabbs Greer (Wilbur Jonas), Patricia Smith (Edna Walstrom), John van Dreelen (Hans Gruber)

## The Love of Money
- Prima televisiva: 27 maggio 1961
- Diretto da: Ted Post
- Scritto da: John Meston

### Trama
- Guest star: Tod Andrews (Myles Cody), Michael Ford (Pete), Warren J. Kemmerling (Nate Tatham), Cloris Leachman (Boni Van Deman)

## Melinda Miles
- Prima televisiva: 3 giugno 1961
- Diretto da: William Dario Faralla
- Scritto da: John Meston

### Trama
- Guest star: Charles H. Gray (Ray Taloe), Burt Douglas (Tom Potter), Walter Sande (Harry Miles), Diana Millay (Melinda Miles), Rand Brooks (Rand), George Selk (Moss Grimmick), Glenn Strange (giocatore di poker)

## Colorado Sheriff
- Prima televisiva: 17 giugno 1961
- Diretto da: Jesse Hibbs
- Scritto da: John Meston

### Trama
- Guest star: Woody Chambliss (Milton Myles), Kelton Garwood (Sam Jones), Robert Karnes (vice sceriffo Ben Witter), Wright King (Rod Ellison)